# Michelangiolo Bertolotto il Vecchio
Michelangiolo Bertolotto, noto come Michelangiolo il Vecchio per distinguerlo dal nipote Michelangiolo il Giovane (Genova, ... – ...; fl. XVII secolo), è stato un pittore italiano.

## Biografia
Michelangiolo fu il secondo rappresentante di una famiglia di pittori genovesi che si protrasse per quattro generazioni, sino al nipote Michelangiolo il Giovane.
Nato nel 1603 o nel 1606, era figlio di Filippo, che gli fece da maestro, seguendo così le orme paterne e si specializzò nella ritrattistica.
Fu il primo maestro del figlio Giovanni Lorenzo e, morì dopo il 1674.
Il suo stile si rifaceva a quello di Gioacchino Assereto, Orazio De Ferrari e Giovanni Battista Carlone come si può evincere dal suo dipinto "San Giovanni Evangelista", conservato presso il convento dei Padri Cappuccini a Voltaggio, opera databile tra gli anni '60 e '70 del XVII secolo.